# Solveig Løvseth
Solveig Natvig Løvseth (* 14. Juli 1999 in Trondheim) ist eine norwegische Triathletin, Olympiateilnehmerin (2024) und Ironman-Siegerin (2025).

## Werdegang
Solveig Natvig Løvseth besuchte die Schule Trondheim Katedralskole. Als 15-Jährige kam sie über den Schwimmsport zum Triathlon.

### Goldmedaille European Games 2023
2023 gewann Solveig Løvseth in Warschau bei den Europaspielen das Einzelrennen der Frauen sowie in der norwegischen Mannschaft das Staffel-Rennen.
Überraschend gewann die Norwegerin im Juni 2024 den Ironman 70.3 Warschau nach 3:52:09 Stunden in neuer Weltbestzeit in einem Ironman-70.3-Rennen.
Im Juli belegte sie bei den Olympischen Sommerspielen 2024 in Paris den 48. Rang und mit der norwegischen Staffel wurde sie Elfte.
Die 25-Jährige gewann im Mai 2025 den Ironman 70.3 Venice-Jesolo.
Die Norwegerin ging im Juni beim Ironman Hamburg das erste Mal auf der Triathlon-Langdistanz (3,86 km Schwimmen, 180,2 km Radfahren und 42,195 km Laufen) an den Start, sie belegte in Hamburg bei den Ironman European Championships den dritten Rang und mit ihrer Zeit von 8:12:28 Stunden trug sich die 25-Jährige als fünftschnellste Athletin ein in der Bestenliste der Triathletinnen auf der Ironman-Distanz.
Im Juli 2025 konnte sie den Ironman USA mit neuem Streckenrekord für sich entscheiden.
Solveig Løvseth lebt in ihrem Geburtsort Trondheim.

## Sportliche Erfolge
| Datum/Jahr    | Rang | Wettbewerb                                | Austragungsort | Zeit     | Bemerkung                                                                                 |
| ------------- | ---- | ----------------------------------------- | -------------- | -------- | ----------------------------------------------------------------------------------------- |
| 5. Aug. 2024  | 11   | Olympische Sommerspiele 2024, Mixed Relay | Paris          | 01:27:40 | in der gemischten Staffel mit Vetle Bergsvik Thorn, Lotte Miller und Kristian Blummenfelt |
| 31. Juli 2024 | 48   | Olympische Sommerspiele 2024              | Paris          | 02:05:49 |                                                                                           |
| 1. Juli 2023  | 1    | Europaspiele Mixed-Staffel                | Krakau         | 00:18:03 | in der gemischten Staffel mit Vetle Bergsvik Thorn, Lotte Miller und Casper Stornes       |
| 27. Juni 2023 | 1    | Europaspiele                              | Krakau         | 01:57:05 |                                                                                           |
| 12. Aug. 2022 | 29   | ETU Triathlon European Championship       | München        | 01:58:50 | Europameisterschaft auf der olympischen Distanz                                           |

| Datum/Jahr    | Rang | Wettbewerb                          | Austragungsort | Zeit     | Bemerkung                           |
| ------------- | ---- | ----------------------------------- | -------------- | -------- | ----------------------------------- |
| 4. Mai 2025   | 1    | Ironman 70.3 Venice-Jesolo          | Venedig        | 03:53:22 |                                     |
| 25. Aug. 2024 | 3    | Ironman 70.3 Tallinn                | Tallinn        |          | Ironman 70.3 European Championships |
| 9. Juni 2024  | 1    | Ironman 70.3 Warschau               | Warschau       | 03:52:09 | Weltbestzeit                        |
| 3. Dez. 2023  | 1    | Ironman 70.3 Indian Wells-La Quinta | Indian Wells   |          |                                     |

| Datum/Jahr    | Rang | Wettbewerb      | Austragungsort | Zeit     | Bemerkung                                                        |
| ------------- | ---- | --------------- | -------------- | -------- | ---------------------------------------------------------------- |
| 20. Juli 2025 | 1    | Ironman USA     | Lake Placid    | 08:43:29 | Streckenrekord                                                   |
| 1. Juni 2025  | 3    | Ironman Hamburg | Hamburg        | 08:12:28 | Ironman European Championships; erster Start auf der Langdistanz |

(DNF – Did Not Finish)